# Vinařice, Louny
Vinařice là một làng thuộc huyện Louny, vùng Ústecký, Cộng hòa Séc.